# Општина Палатка (Клуж)
Палатка (рум. Pãlatca) општина је у Румунији у округу Клуж.
Oпштина се налази на надморској висини од 418 m.